# Basketball Elchingen 1999
El Basketball Elchingen 1999, conocido por motivos de patrocinio como ScanPlus Baskets Elchingen es un equipo de baloncesto alemán con sede en la ciudad de Elchingen, que compite en la ProB, la tercera división de su país. Disputa sus partidos en el Brühlhalle Elchingen, con capacidad para 1400 espectadores. Es la sección de baloncesto del SV Oberelchingen.

## Nombres
- SV Oberelchingen (1986-2015)
- ScanPlus Baskets Elchingen (2015-actualidad)

## Posiciones en Liga
| - 1994: 1-(2) - 1995: 6-(1) - 1996: 8-(1) - 1997: 5 - 1999: (1) - 2000: (2) - 2001: 7-(2) - 2002: 16-(2) | - 2003: (Regionalliga) - 2006: (2.Regionalliga) - 2007: 8-(Regionalliga) - 2008: (2.Regionalliga) - 2009: 2-(2.Regionalliga) - 2010: 13-(Regionalliga) - 2011: 12-(Regionalliga) - 2012: 7-(Regionalliga) | - 2013: 9-(2.Regionalliga) - 2014: 2-(2.Regionalliga) - 2015: 1-(1.Regionalliga) - 2016: 7-(ProB) - 2017: 3-(ProB) |

## ScanPlus Baskets Elchingen en competiciones europeas
Copa Korać 1996/1997
| Fase de grupos   | SAOS JDA Dijon  | SV-Tally          | 80-85  | 69-75 |  |
| Fase de grupos   | Aveiro Esgueira | SV-Tally          | 84-99  | 83-55 |  |
| Fase de grupos   | SV-Tally        | Echo Houthalen BC | 93-83  | 81-91 |  |
| Octavos de Final | BC Zrinjevac    | SV-Tally          | 100-89 | 78-80 |  |

Copa Korać 1997/1998
| Fase de grupos | SV-Tally        | Comerson Siena   | 65-67 | 89-81 |
| Fase de grupos | SV-Tally        | León Caja España | 76-85 | 95-69 |
| Fase de grupos | Aveiro Esgueira | SV-Tally         | 83-87 | 75-87 |

## Palmarés
- Campeón de la Regionalliga (Grupo Suroeste)

2015
- Subcampeón de la 2.Regionalliga (Grupo Suroeste-Sur)

2014

## Jugadores destacados
| - Prince Dean - Kresimir Batinić - Anto Bilić - Dario Jerkić - Taevaunn Prince - Mate Brzoja - Milan Kolovrat - Karlo Rozić - Igor Salamun - Mirko Soyer - Jiří Okáč - Mickael Ostologue - Samba Thiam - Arne Alig - Sebastian Barth - Frank Baum - Filmore Beck - Nick Boakye - Uli Boeder - Thomas Bohnic - Markus Bretz - Brian Butler - Adrian Didovic - Patrick Falk | - Christoph Gum - Kristian Kuhn - Marko Krstanovic - Jens Kujawa - Jürgen Maaßmann - Lars-Eric Menck - Sylvester Ruddigkeit - Eduard Schlegel - Kai Schlüter - Harald Stein - Tim Steiner - Radoslav Karavangelis - Pavlos Konstantinidis - Levente Gémes - Tamás Halmai - Peter Surmann - Gábor Surmann - Attila Tanács - Cristiano Fortes - Mauro Sartori - Andrejs Bondarenko - Tomas Kavaliunas - Aleksander Zuzurovski - Remco Smits | - Dmitri Shakulin - Slobodan Kalicanin - Nebojsa Ristić - Torrey Brooks - Alvin Dukes - Arlon Harper - Ernest Holmes - Lorne Jackson - Steven Johnson - Jamail Jones - Ryan Kaminski - Damon King - Josh Liggins - Brandon Lockhart - Fredrick Luckett - Dana Martin - Justin Martin - Bernhard Peat - David Powe - Marcus Smallwood - Thomas Spagnolo - Christopher Williams - Edward Williams - Stephen Campbell | - Miles Pearce - Mario Simić - Sead Osmanbasić - Daniel Becker - Marin Petrić - Karim Aw - Marco Bastidon - Yannis Konstantinidis - Branislav Jancikin - Florian Köppl - Leopold Dejworek - Krzysztof Fikiel - Kevin Wysocki - Bozo Krncević - Marko Radulović - Tomas Bohinć - Maksym Shtein - Joseph Price - Frank Hudson |